# Югина тайванська
Юги́на тайванська (Yuhina brunneiceps) — вид горобцеподібних птахів родини окулярникових (Zosteropidae). Ендемік Тайваню.

## Опис

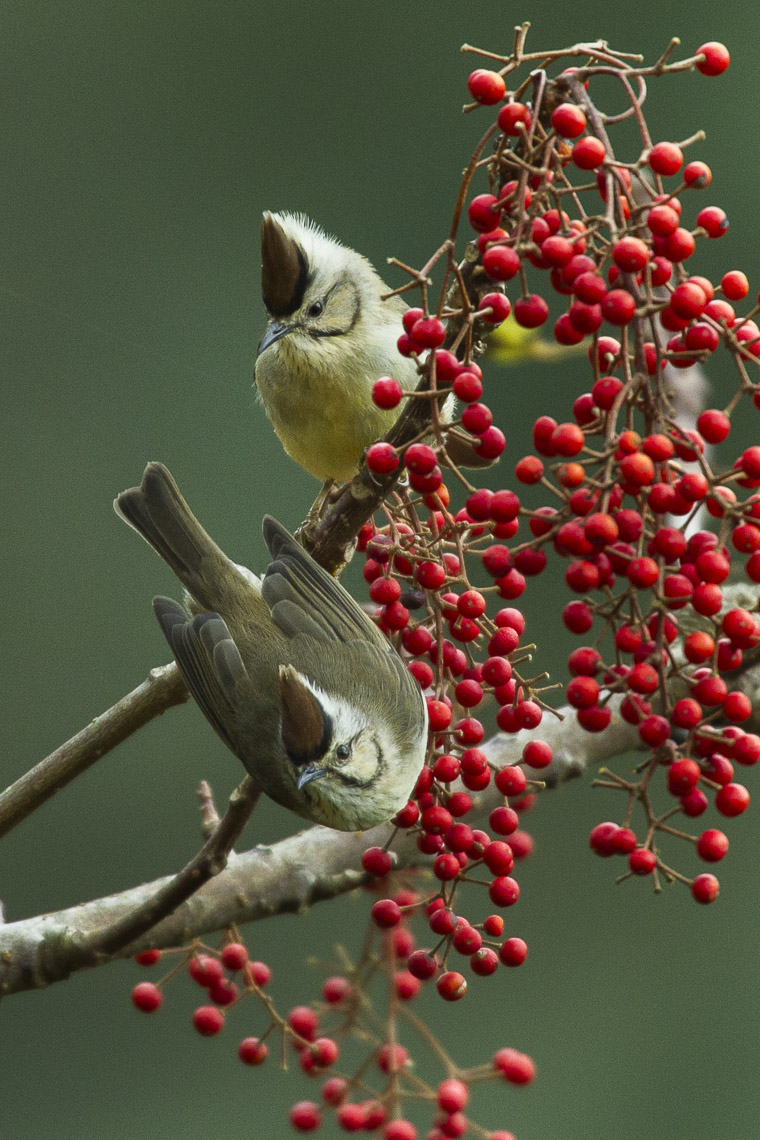
Тайвансьеі югини

Довжина птаха становить 12-13 см. Спин, крила і хвіст темні, попелясто-коричневі, нижня частина тіла білувато-жовта. На голові помітний, гострий чуб, спереду шоколадно-коричневий,, окаймлений чорними смугами, ззаду білуватий. Обличчя біле, під дзьобом вузькі чорні "вуса", через очі проходять вузькі чорні смуги.

## Поширення і екологія
Тайванські югини живуть в гірських помірних і тропічних лісах Тайваню, на висоті від 1000 до 3200 м над рівнем моря, переважно на висоті від 1200 до 2400 м над рівнем моря. Взимку частина популяції мігрує в долини. Тайванські югини зустрічаються зграйками, часто приєднуються до змішаних зграй птахів разом з синицями. Живляться нектаром, ягодами, квітками і дрібними комахами, зокрема квітками Liriodendron chinense, ягодами обліпихи, вишні Prunus campanulata, ідезії Idesia polycarpa і Debregeasia orientalis та нектаром омели Taxillus nigrans. Сезон розмноження триває з квітня по червень. Тайванські югини є переважно моногамними, серед них спостерігалися випадки колективного гніздування, коли 3-4 пари відкладали яйця в гніздо і насиджували по черзі. Гніздо чашоподібне, робиться з корінців, папороті, моху і павутиння, розміщується серез бамбукових заростей Arundinaria. В кладці 2-3 світлих зеленувато-блакитних яйця, поцяткованих зеленуватими, коричнюватими і сірими плямками. Інкубаційний період триває 14 днів, пташенята покидають гніздо через 10 днів після вилуплення. За сезон може вилупитися до 3 виводків.